# Тандилава, Али
Али Тандилава (груз. ალი თანდილავა) (род.  28 ноября 1913 г., Сарпи, Батумская область, Российская империя — ум. 1985 г., Сарпи, Аджарская АССР, Грузинская ССР) — лазский историк и филолог. Известен своей работой в области лазской культуры и лазского языка. Он является автором самого обширного лазско-грузинского словаря.

## Биография
Тандилава родился в 1913 году в селе Сарпи. В то время в его родной деревне не существовало школы на грузинском языке, поэтому с 1925 года он учился в турецкой школе. Позже он перешел в грузинскую школу. С 1928 года он учился в Коджорской школе-интернате. В 1941 году он закончил Тбилисский государственный университет. В период с 1942 по 1949 год он работал учителем грузинского языка и литературы в своей родной деревне, а затем с 1952 года и до выхода на пенсию был директором школы. В 1950-е годы вместе с Мухамедом Ванилишем он начал составлять историко-этнографический очерк «Лазети». Книга, опубликованная в 1964 году, была переведена на турецкий язык Хайри Хайриоглу в 1992 году под названием «История лазов». С 1949 года и до своей смерти он работал над «Лазским словарем», включающим в себя 22 590 слов и опубликованным в электронной форме в 2009 году. К настоящему моменту «Лазский словарь» был готов к публикации после 100 лет с момента рождения Али Тандилавы.

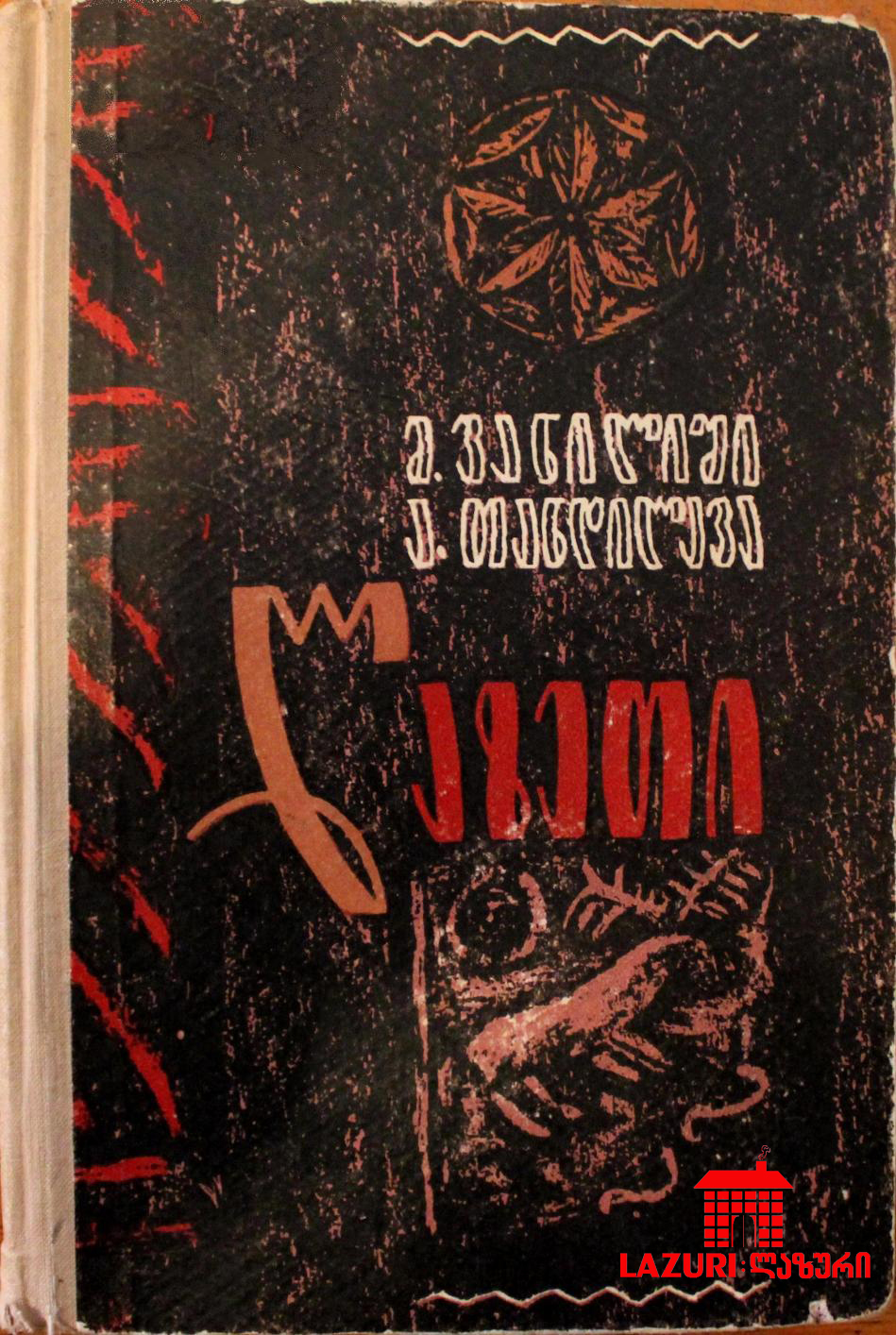
Мухаммад Ванилиши, Али Тандилава, «Лазети», Тбилиси, 1964 год.